# Women Empowerment League
La WE League (WEリーグ WE Rīgu?), u oficialmente Japan Women's Empowerment Professional Football League (日本女子プロサッカーリーグ Nihon Joshi Puro Sakkā Rīgu?), es la máxima categoría del fútbol profesional femenino en Japón. Su temporada inaugural fue la 2021-22, en la que el INAC Kobe Leonessa se proclamó campeón. Actualmente está patrocinada por Yogibo y por lo tanto es oficialmente conocida como Yogibo WE League (Yogibo WEリーグ Yogibo WE Rīgu?).

## Historia

### Antecedentes
Anteriormente la máxima categoría de fútbol femenino japonés era la Nadeshiko League, de carácter semiprofesional, fundada en 1989 y que desde 2004 agregó una segunda división.

### Inicios - actualidad
El 3 de junio de 2020, la Asociación de Fútbol de Japón anunció la creación de la WE League (de carácter profesional) como una nueva liga de máxima categoría en el fútbol femenino de Japón. De esta manera la Nadeshiko League (semiprofesional) quedaría ubicada en segundo nivel del sistema la ligas de fútbol femenino de Japón.
Kikuko Okajima, ejecutiva y exfutbolista japonesa, fue anunciada presidenta de la liga. Un total de 17 clubes mostraron interés en unirse a la liga, se anunció que "de ocho a diez clubes serían admitidos" y que estos serían anunciados en octubre de 2020. El 15 de octubre de 2020, se anunciaron 11 clubes como equipos fundacionales, siete de ellos afiliados a la J. League, máxima categoría de fútbol masculino.
El 12 de septiembre de 2021 comenzó la temporada inaugural oficialmente (hecha en otoño para diferenciarla de la J. League masculina) y cerró el 21 de mayo de 2022. Incluyó 11 equipos que se enfrentaron entre sí dos veces: primero de local y luego de visitante. A diferencia de la Nadeshiko League, se jugó en invierno, en concordancia con el calendario de fútbol europeo. El INAC Kobe Leonessa se consagró primer campeón de la liga, Urawa Red Diamonds fue subcampeón y Yuika Sugasawa con 14 tantos fue goleadora del torneo.
Para la temporada 2023-24 se anunció que el Cerezo Osaka Yanmar Ladies ingresaría a la liga como el primer equipo expansión, elevando el total de clubes a doce.

## Participantes

### Temporada 2024-25
Los siguientes 12 clubes participarán en la WE League 2024-25.
| Equipo                            | Ciudad     | Estadio(s)                            | Cap.   | Fundación | Ingreso |
| --------------------------------- | ---------- | ------------------------------------- | ------ | --------- | ------- |
| Mynavi Sendai Ladies              | Sendai     | Estadio de Sendai                     | 19,694 | 2012      | 2021    |
| Mynavi Sendai Ladies              | Sendai     | Estadio de Miyagi                     | 49,133 | 2012      | 2021    |
| Urawa Red Diamonds                | Saitama    | Estadio Urawa Komaba                  | 21,500 | 1998      | 2021    |
| Omiya Ardija Ventus               | Saitama    | Estadio Omiya                         | 15,500 | 1996      | 2021    |
| Cerezo Osaka Yanmar Ladies        | Osaka      | Estadio Yodoko Sakura                 | 18,000 | 2005      | 2023    |
| AS Elfen Saitama                  | Saitama    | Estadio Kumagaya Athletic             | 15,392 | 1991      | 2021    |
| JEF United Chiba                  | Chiba      | Fukuda Denshi Arena                   | 19,781 | 1992      | 2021    |
| JEF United Chiba                  | Chiba      | Estadio ZA Oripri                     | 14,051 | 1992      | 2021    |
| Tokyo Verdy Beleza                | Tokio      | Ajinomoto Field Nishigaoka            | 7,258  | 1981      | 2021    |
| Nojima Stella Kanagawa Sagamihara | Sagamihara | Estadio Sagamihara Gion               | 15,300 | 2012      | 2021    |
| AC Nagano Parceiro                | Nagano     | Estadio Minami Nagano Sports Park     | 15,491 | 2000      | 2021    |
| Albirex Niigata                   | Niigata    | Estadio del Gran Cisne de Niigata     | 42,300 | 2002      | 2021    |
| Albirex Niigata                   | Niigata    | Estadio Niigata Athletic              | 18,671 | 2002      | 2021    |
| INAC Kobe Leonessa                | Kobe       | Estadio Noevir Kobe                   | 30,132 | 2001      | 2021    |
| Sanfrecce Hiroshima Regina        | Hiroshima  | Estadio Hiroshima Koiki Park Football | 6,000  | 2021      | 2021    |

## Formato

### Sistema de competición
Se disputa en un sistema de todos contra todos a dos rondas, jugando un partido de local y otro de visitante. El equipo con mayor cantidad de puntos se consagrará campeón.

#### Ascensos y descensos
No tiene descensos a la segunda categoría, pero algunos equipos ascenderán a esta liga en las primeras temporadas para que la WE League alcance el número deseado de clubes. El primer club en ser incluido a la liga fue el Cerezo Osaka Yanmar Ladies.

### Características
Además de brindar profesionalismo al fútbol femenino japonés, la WE League también implementó medidas para llevar jugadoras internacionales. La JFA subvenciona los salarios de las futbolistas pertenecientes a la Federación de Fútbol de la ASEAN, mientras que la propia liga subvenciona a aquellas pertenecientes a los países mejor clasificados de la FIFA. La liga recluta a jugadoras de las federaciones más importantes, como Francia, Alemania, los Países Bajos y los Estados Unidos, y también proporciona subsidios adicionales  como los de los intérpretes.

## Patrocinadores
La lista de patrocinadores de la WE League es la siguiente:
| Patrocinador      | Nota                            | Ref.   |
| ----------------- | ------------------------------- | ------ |
| Yogibo            | Patrocinador principal          | [ 19 ] |
| DAZN              | Transmisión de partidos oficial | [ 19 ] |
| B's International | Proveedor oficial               | [ 20 ] |
| Molten            | Equipamiento deportivo          | [ 21 ] |
| PIA CORPORATION   | Venta de entradas               | [ 22 ] |
| Daihatsu          | —                               | [ 23 ] |
| PLENUS            | —                               | [ 24 ] |
| Asahi Kasei       | —                               | [ 25 ] |
| MediQttO          | —                               | [ 26 ] |
| PERSOL            | —                               | [ 27 ] |
| TRE Holdings      | —                               | [ 28 ] |

|  | Gold partner (patrocinador de primer nivel).    |
|  | Silver partner (patrocinador de segundo nivel). |

## Historial
- Para los equipos campeones anteriores ver Campeones de la Nadeshiko League.

| Temporada | Campeón                   | Subcampeón                |
| --------- | ------------------------- | ------------------------- |
| 2021-22   | INAC Kobe Leonessa        | Urawa Red Diamonds Ladies |
| 2022-23   | Urawa Red Diamonds Ladies | INAC Kobe Leonessa        |
| 2023-24   | Urawa Red Diamonds Ladies | INAC Kobe Leonessa        |
| 2024-25   | Tokyo Verdy Beleza        | INAC Kobe Leonessa        |

## Palmarés
| Equipo                    | Títulos | Subcampeonatos | Años títulos     | Años subcampeonatos       |
| ------------------------- | ------- | -------------- | ---------------- | ------------------------- |
| Urawa Red Diamonds Ladies | 2       | 1              | 2022-23, 2023-24 | 2021-22                   |
| INAC Kobe Leonessa        | 1       | 3              | 2021-22          | 2022-23, 2023-24, 2024-25 |
| Tokyo Verdy Beleza        | 1       | 0              | 2024-25          |                           |